# Граф Кабра
Граф Кабра (исп. Condado de Cabra) — наследственный дворянский титул в Испанском королевстве. Он был создан 2 ноября 1455 года королем Энрике IV для кастильского дворянина и военачальника Диего Фернандеса де Кордовы и Монтемайора, 1-го виконта Иснахара (1410—1481).
Название титула происходит от названия муниципалитета Кабра, провинция Кордова, автономное общество Андалусия. Этот титул носит глава дома Кабра.

## Список графов Кабра
| №                                                      | Титул | Период                                            |
| Первая креация создана королём Кастилии Энрике II      | Первая креация создана королём Кастилии Энрике II | Первая креация создана королём Кастилии Энрике II |
| ------------------------------------------------------ | --- | ------------------------------------------------- |
| I                                                      | Энрике Кастильский (1377—1404), внебрачный сын короля Энрике II и Хуаны де Суса | 1380—1404                                         |
| Вторая креация была создана королём Кастилии Энрике IV | |                                                   |
| I                                                      | Диего Фернандес де Кордова-и-Монтемайор, 1-й граф де Кабра, 1-й виконт де Иснахар, 3-й сеньор де Баэна (1410 — 16 августа 1481), старший сын Педро Фернандеса де Кордовы-и-Рохаса, 2-го сеньора де Баэны (ок. 1380 — 1435), и Хуаны де Кордовы-и-Монтемайор                                                                   | 1455—1481                                         |
| II                                                     | Диего Фернандес де Кордова-и-Каррильо де Альборнос (1438 — 5 октября 1487), старший сын предыдущего от первого брака с Марией Карильо (ок. 1420 — 1468) | 1481—1487                                         |
| III                                                    | Диего Фернандес де Кордова-и-Мендоса (ок. 1460 — 15 августа 1525), старший сын предыдущего и Марии де Мендосы (ум. 1506) | 1487—1525                                         |
| IV                                                     | Луис Фернандес де Кордова-и-Суньига (ум. 17 августа 1526), второй сын предыдущего от второго брака с Франсиской де Суньига-и-де ла Серда (ум. 1511) | 1525—1526                                         |
| V                                                      | Гонсало Фернандес де Кордова-и-Фернандес де Кордова (27 июля 1520 — 3 декабря 1578), второй сын Луиса Фернандеса де Кордовы, 4-го графа де Кабра, и Эльвиры Фернандес де Кордова, 2-й герцогини де Сесса (ум. 1524) | 1526—1578                                         |
| VI                                                     | Франсиска Фернандес де Кордова-и-Фернандес де Кордова (10 августа 1521 — 9 июня 1597), старшая дочь Луиса Фернандес де Кордовы, 4-го графа де Карба (ум. 1526), и Эльвиры Фернандекс де Кордовы, 2-й герцогини де Сесса (ум. 1524)                                                                                            | 1578—1597                                         |
| VII                                                    | Антонио Фернандес де Кордова-и-Кардона, 5-й герцог де Сесса (3 декабря 1550 — 6 января 1606), второй сын Фернандо Фолька де Кардоны, 2-го герцога де Сома (1522—1571), и Беатрис Фернандекс де Кордова, 4-й герцогини де Сесса (1523—1553)                                                                                    | 1597—1606                                         |
| VIII                                                   | Луис Фернандес де Кордова-и-Арагон, 6-й герцог де Сесса (25 января 1581 — 14 ноября 1642), сын предыдущего и Хуаны Фернандес де Кордоба-Кордона-и-Арагон (1557—1615) | 1606—1642                                         |
| IX                                                     | Антонио Фернандес де Кордова-и-Рохас, 7-й герцог де Сесса (1600 — январь 1659), единственный сын предыдущего и Марианы де Рохас, 4-й маркизы де Розы (ум. 1630) | 1642—1659                                         |
| X                                                      | Франсиско Фернандес де Кордоба-и-Пиментель, 8-й герцог Сесса (17 октября 1626 — 12 сентября 1688), второй сын предыдущего и Тересы Пиментель-и-Понсе де Леон (1596—1689) | 1659—1681                                         |
| XI                                                     | Франсиско Фернандес де Кордова-и-Фернандес де Кордова (1647—1685), третий сын предыдущего и Изабель Луисы Фернандес де Кордовы | 1681—1685                                         |
| XII                                                    | Феликс Фернандес де Кордова-и-Кордона, 9-й герцог де Сесса (1654 — 3 июля 1709), младший брат предыдущего | 1685—1709                                         |
| XIII                                                   | Франсиско Фернандес де Кордова-и-Арагон, 10-й герцог де Сесса (20 сентября 1687 — 19 мая 1750), второй сын предыдущего от второго брака с Маргаритой де Арагон-и-Бенавидес (1664—1702) | 1709—1710                                         |
| XIV                                                    | Франсиско Хавьер Фернандес де Кордова-и-Арагон (2 июля 1706 — 4 мая 1735), старший сын предыдущего и Тересы Мануэлы Фернандес де Кордова-и-де Гусман (1688—1751) | 1710—1735                                         |
| XV                                                     | Вентура Франсиска Фернандес де Кордова-и-Фольк де Кардона-и-Арагон (2 июня 1712 — 9 апреля 1768), младшая сестра предыдущего | 1735—1768                                         |
| XVI                                                    | Вентура Осорио де Москосо-и-Фернандес де Кордова, 15-й маркиз де Асторга (1731 — 6 января 1776), единственный сын Вентуры Антонио Осорио де Москосо-и-Гусман Давила-и-Арагон, 14-го маркиза де Асторга (1707—1746), и Буэнавентуры Франсиски Фернандес де Кордова Фольк де Кардона, 11-й герцогини де Сесса (1712—1768)       | 1768—1776                                         |
| XVII                                                   | Висенте Хоакин Осорио де Москосо-и-Гусман, 16-й маркиз де Асторга (17 января 1756 — 26 августа 1816), единственный сын предыдущего и Марии де ла Консепсьон де Гусман Гевара-и-Фернандес де Кордоба (1730—1776) | 1783—1816                                         |
| XVIII                                                  | Висенте Изабель Осорио де Москосо-и-Альварес де Толедо, 14-й герцог де Сесса (19 ноября 1777 — 31 августа 1837), старший сын предыдущего от первого брака с Марией Игнасией Альварес де Толедо-и-Гонзага (1757—1795) | 1816—1837                                         |
| XIX                                                    | Висенте Пио Осорио де Москосо-и-Понсе де Леон, 15-й граф де Альтамира (22 июля 1801 — 22 февраля 1864), старший сын предыдущего и Марии дель Кармен Понсе де Леон-и-Карвахаль, 6-й герцогини де Монтемар (1780—1813) | 1837—1864                                         |
| XX                                                     | Хосе Мария Осорио де Москосо-и-Карвахаль, 18-й герцог де Македа (12 апреля 1828 — 5 ноября 1881), старший сын предыдущего и Марии Луизы де Карвахаль-и-де Керальт (1804—1843) | 1864—1881                                         |
| XXI                                                    | Луис Осорио де Москосо-и-Бурбон (11 февраля 1849 — 19 апреля 1924), второй сын предыдущего и Луизы Терезы де Бурбон, инфанты Испании (1824—1900) | 1881—1924                                         |
| XXII                                                   | Франсиско Осорио де Москос-и-Иордан де Уррьес, 19-й маркиз де Асторга (декабрь 1874 — 5 апреля 1952), старший сын Франсиско де Асис Осорио де Москосо-и-Бурбона, 17-го герцога де Сесса (1847—1924), и Марии дель Пилар Иордан де Уррьес-и-Руис де Арана (1852—1924)                                                          | 1924—1925                                         |
| XXIII                                                  | Рамон Осорио де Москосо-и-Тарамона (8 октября 1910 — 28 ноября 1936), единственный сын предыдущего от второго брака с Марией де лос Долорес де Тарамона-и-Диес де Энтресот (1880—1962) | 1925—1936                                         |
| XXIV                                                   | Мария дель Перпетуо Сокорро Осорио де Москосо-и-Рейносо, 20-я маркиза де Асторга (30 июня 1899 — 20 октября 1980), старшая дочь Франсиско де Асис Осорио де Москосо-и-Иордан де Уррьеса, 19-го маркиза де Асторга (1874—1952), от первого брака с Марией Долорес де Рейносо-и-Керальт, 12-й графиней де Фуэнклара (1880—1905) | 1939—1952                                         |
| XXV                                                    | Фернандо Барон-и-Осорио де Москосо (3 ноября 1923 — 13 января 1988), второй сын Леопольдо Барона-и-Торреса (1890—1952) и Марии дель Перпетуо Сокорро Осорио де Москосо-и-Рейносо, 20-й маркизы де Асторги (1899—1980) | 1952—1978                                         |
| XXVI                                                   | Мария дель Пилар Палома де Касанова-и-Барон (род. 11 мая 1947), старшая дочь Бальтазара де Касанова-Кардеснаса-и-де Феррера (1918—2006) и Марии де лос Долорес Барон-и-Осорио де Москосо, 22-й герцогини де Македа (1917—1989)                                                                                                | 1978—2012                                         |
| XXVII                                                  | Альваро Франсиско Лопес Бесерра де Соле-и-Касанова, 19-й виконт де Иснахар (род. 9 апреля 1978), единственный сын Франсиско Лопеса де Бесерры-и-де Соле (род. 1948) и Марии дель Пилар Касановы-и-Барон, герцогини де Банос (род. 1947)                                                                                       | 2012 — н. в.                                      |